# Präsentismus
Präsentismus (Lehnwort aus englisch presenteeism, „Anwesenheitszwang“) ist in der Arbeitswissenschaft das Verhalten von Arbeitnehmern, auch trotz Krankheit am Arbeitsplatz zu erscheinen. Gegensatz ist der Absentismus, bei dem eine Leistung ohne entsprechende Verhinderungsgründe ausbleibt.

## Allgemeines
Der Präsentismus ist ein Neologismus des älteren Begriffs Absentismus. Der Begriff des Präsentismus wurde vom US-amerikanischen Arbeitswissenschaftler Auren Uris im Jahre 1955 eingeführt. Er verstand darunter lediglich die Verbesserung der Anwesenheit der Arbeitnehmer am Arbeitsplatz. Dem Autor ging es vorrangig um Kostensenkungen durch Verringerung des Absentismus. Deshalb lautete die Überschrift seines Aufsatzes auch „Wie man Präsentismus aufbaut“. Der heutige Begriffsinhalt als „Weiterarbeiten trotz Krankheit“ entwickelte sich erst später. Der Begriff als solcher war jedoch sogar in Fachkreisen im Jahr 2020 noch häufig unbekannt.

## Rechtsfragen
Die Arbeitspflicht des Arbeitnehmers aus seinem Arbeitsvertrag entfällt, wenn ihm seine Arbeitsleistung nicht möglich ist (z. B. bei Krankheit). Rechtlich handelt es sich um einen Fall der Unmöglichkeit, wenn dem Arbeitnehmer die Arbeitsleistung ohne sein Verschulden nicht möglich ist. Dann ist er von seiner Arbeitspflicht gemäß § 275 BGB befreit. Gemäß § 326 Abs. 1 BGB entfällt zwar der Lohnanspruch des Arbeitnehmers, doch gibt es ersatzweise die Entgeltfortzahlung im Krankheitsfall.
Eine Kündigung des Arbeitgebers wegen (häufiger) Krankheit oder sonstigem Absentismus (etwa Blaumachen) ist im deutschen Arbeitsrecht nur unter strengen Voraussetzungen möglich (siehe krankheitsbedingte Kündigung). Häufige (Kurz-)Erkrankungen mit Wiederholungsgefahr können einem Urteil des Bundesarbeitsgerichts (BAG) vom Januar 2014 zufolge nur dann ein Kündigungsgrund sein, wenn eine negative Gesundheitsprognose und eine daraus resultierende erhebliche Beeinträchtigung der betrieblichen Interessen vorliegt und den Schluss auf eine dauerhafte Krankheitsanfälligkeit zulässt.
Erscheint ein Arbeitnehmer krank am Arbeitsplatz, greift die Fürsorgepflicht des Arbeitgebers. Einerseits könnte er Kollegen anstecken (etwa bei Erkältung), andererseits mindert die Erkrankung die maximal mögliche Arbeitsleistung. Der Arbeitgeber darf aber erwarten, dass der Arbeitnehmer seine volle Arbeitsleistung erbringt und ist berechtigt, den kranken Arbeitnehmer von seiner Arbeitspflicht temporär zu befreien und ihm einen Arztbesuch zu empfehlen. Aus rechtlicher Sicht allerdings schuldet der Arbeitnehmer lediglich seine (verminderte) Arbeitsleistung, nicht jedoch ein bestimmtes Arbeitsergebnis.
Unternehmen dürfen in Deutschland seit 1996 nach § 4a Entgeltfortzahlungsgesetz Sondervergütungen, die zusätzlich zum laufenden Arbeitsentgelt erbracht werden, während einer Arbeitsunfähigkeit infolge Krankheit kürzen. Auf dieser Basis haben mehrere Unternehmen die Bonuszahlungen von der Zahl der Krankheitstage des Arbeitnehmers abhängig gemacht. Darüber hinaus führte Amazon 2017 ein an die Krankheitstage gekoppeltes Prämienmodell ein, in dem Bonuszahlungen in Höhe von bis zu zehn Prozent des Bruttolohns auch von den Fehltagen der gesamten Abteilung abhängen.

## Wirtschaftliche Aspekte
Präsentismus ist die Folge der Arbeitsethik und Arbeitsmotivation. Das Personal erscheint möglicherweise aus einem ausgeprägten Verantwortungsgefühl heraus krank zur Arbeit, weil es die Kollegen nicht zusätzlich belasten möchte oder die Arbeit nicht liegen bleiben soll. Eng verbunden ist der Präsentismus mit hoher Arbeitsbelastung etwa durch Termindruck. Das Phänomen des Präsentismus lässt sich insbesondere in Zeiten hoher Arbeitslosigkeit (etwa während einer Rezession) beobachten, weil Arbeitnehmer befürchten, durch krankheitsbedingte Fehlzeiten ihren Arbeitsplatz zu verlieren. Durch Präsentismus wird eine geringere Arbeitsleistung erbracht als von gesunden Arbeitskräften, entsprechend liegt auch eine geringere Arbeitsproduktivität vor. Die Gefahr von Fehlern nimmt zu, so dass Fehlerkosten entstehen können und die Arbeitsqualität und Arbeitssicherheit leiden. Präsentismus korreliert negativ mit der Arbeitszufriedenheit, positiv mit dem Arbeitsleid und kann zu höheren Fehlzeiten in der Zukunft führen. Die Vorsitzende des Betriebsrates des Amazon-Logistikzentrums in Graben bei Augsburg sagte gegenüber der Süddeutschen Zeitung vom 28. September 2015, es sei eine Folge des Drucks bei Amazon, „dass sich die Leute krank in den Betrieb reinschleppen“. Das mache die Mitarbeiter „langfristig natürlich noch kränker“.

## Maßnahmen
Die Prävention von Präsentismus ist nicht einfach, weil es nicht ausreicht, den Mitarbeitern zu empfehlen, zu Hause zu bleiben. Meistens sind die Krankheitsbilder vielschichtiger und nicht einfach zu bekämpfen, etwa bei Asthma, Depressionen, Allergien, Migräne, Rückenschmerzen und anderen chronischen Krankheiten. Deshalb sollte bei den Mitarbeitern die Sensibilität für ihre eigene Gesundheit durch spezielle Maßnahmen und Programme gesteigert werden, möglichst im Rahmen einer persönlichen Förderung durch Wellness-, Ernährungs- oder Fitnessprogramme und ähnlichem.

## Statistik
Im Jahr 2012 gaben 54,6 % der Befragten in Deutschland an, mindestens einmal im Jahr krank zur Arbeit gekommen zu sein. Präsentismus ist mithin quantitativ kaum weniger bedeutend als krankheitsbedingte Abwesenheit. Im Durchschnitt waren es pro Beschäftigtem 6,3 Arbeitstage. Unter den Beschäftigten, die mindestens einmal im Jahr trotz Krankheit ihrer Arbeit nachgegangen sind, waren es 11,6 Tage. Schätzungen gehen davon aus, dass ein grippekranker Mitarbeiter, der zuhause bleibt, das Unternehmen 1200 Euro pro Jahr kostet; ein Mitarbeiter, der trotz Krankheit weiter zur Arbeit erscheint, kostet das Unternehmen jedoch wegen der Leistungseinbußen sogar 2400 Euro. Dieser Wert multipliziert sich durch die Ansteckung von Kollegen. Der Fehlzeiten-Report 2018 des Wissenschaftlichen Dienstes der AOK ergab für das Jahr 2017, dass 21,1 Prozent der 2030 bundesweit Befragten entgegen ärztlichem Rat krank zur Arbeit gingen. Wer seine Arbeit als sinnstiftend ansieht, ist sogar seltener (18,5 Prozent) von Präsentismus betroffen als Beschäftigte, für die das nicht gilt (24,8 Prozent).
Ende des Jahres 2017 präsentierte in Österreich die Kammer für Arbeiter und Angestellte Zahlen, nach denen rund ein Drittel der Beschäftigten in Österreich krank zur Arbeit geht. Die Krankenkassen weisen dagegen nur die tatsächlichen Krankenstände aus.
Eine repräsentative Studie in der Schweiz aus dem Jahre 2018 zeigt, dass unter 1400 Beschäftigten 27 % oft oder sehr häufig auch dann arbeiten, wenn sie krank sind. Die Hälfte der Befragten zeigte dieses Verhalten nur selten, und ein Viertel kommt nicht krank zur Arbeit. Von denjenigen, die oft oder sehr häufig krank zur Arbeit gehen, fühlen sich 13 % stark oder sehr stark davon belastet.
Presentismo bezeichnet in Argentinien eine monatliche Zulage für Arbeitnehmer, die keine Krankheitstage hatten.